# Slaget vid Adrianopel (1205)

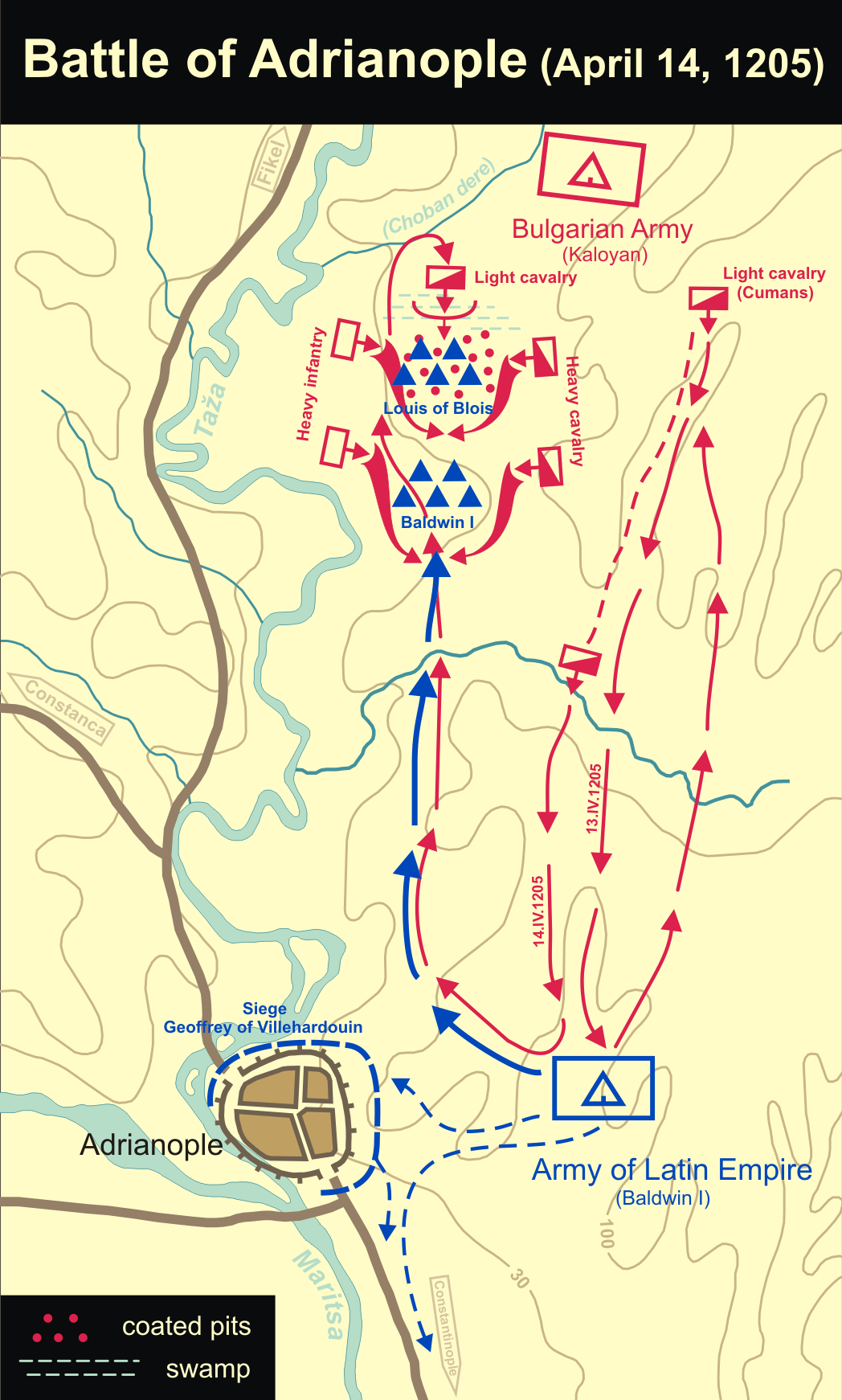

Slaget vid Adrianopel ägde rum den 14 april 1205 mellan bulgarerna under tsar Kalojan av Bulgarien och korsfarare under Balduin I. Slaget vanns av bulgarerna efter ett skickligt bakhåll. Omkring 300 riddare dödades, och Baldvin togs till fånga, gjordes blind, och dog senare i fångenskap. Bulgarerna intog sedan stora delar av Thrakien och Makedonien. Baldvin efterträddes av sin yngre bror Henrik av Flandern, som tillträdde tronen 20 augusti 1205.